# 拉皮手術
拉皮手術是一种常見的整形外科手術，通過拉皮手術，人們的面部皮膚看上去會更顯年輕。 醫生在給病人做拉皮手術時要將病人麻醉。
根据美国美容整形外科协会2011年的统计，拉皮手術是继抽脂、隆乳、腹部整形、眼睑整形和乳房固定术之后第六受欢迎的整形外科手術。